# Xanthorhoe onnekotana
Xanthorhoe onnekotana là một loài bướm đêm trong họ Geometridae.